# Coleophora lashkarella
Coleophora lashkarella é uma espécie de mariposa do gênero Coleophora pertencente à família Coleophoridae.